# Моріц Бенедикт
Моріц Бенедикт (нім. Moriz Benedikt; 4 липня 1835, Айзенштадт, Шопрон — 14 квітня 1920, Відень) — австро-угорський лікар, невролог, військовий лікар, викладач і науковий письменник.

## Біографія
Моріц Бенедикт народився 4 липня 1835 року в Айзенштадті.
Був викладачем і професором неврології у Віденському університеті: з 1861 року працював там доцентом у галузі електротерапії, у 1868 році був призначений професором електротерапії та нервових захворювань. Служив на посаді військового лікаря в австрійській армії під час Австро-італо-французької (1859) і Австро-прусської війни.
Наукові праці Моріца Бенедикта в період 1861—1875 років були присвячені електротерапії та нервовій патології; найвагоміші з них: «Elektrotherapie» (1868) і «Nervenpathologie und Elektrotherapie» (1874—1875). З 1873 по 1899 рік надрукував ряд анатомічних досліджень на тематику нормальної та патологічної анатомії, особливо нервової системи. Написав також кілька робіт на тему нервової фізіології й патології. Решта його наукового доробку присвячена дослідженням біомеханіки, фізіології та патології кровообігу, а також питанням офтальмології (1864—1897).
Його ім'ям названо синдром Бенедикта (нім. Benedikt-Syndrom) — захворювання, зумовленого ураженням червоного ядра і пірамідної системи нервових структур. Моріц Бенедикт відомий також своїми дослідженнями в області кримінальної антропології й, зокрема, його критикували за теорію про існування нібито «нормального» і «злочинного» типів мозку. У 1906 році опублікував автобіографію.